# Aquilegia scopulorum
Aquilegia scopulorum är en ranunkelväxtart som beskrevs av Tidestrom. Aquilegia scopulorum ingår i släktet aklejor, och familjen ranunkelväxter.

## Underarter
Arten delas in i följande underarter:
- A. s. calcarea
- A. s. goodrichii

## Bildgalleri

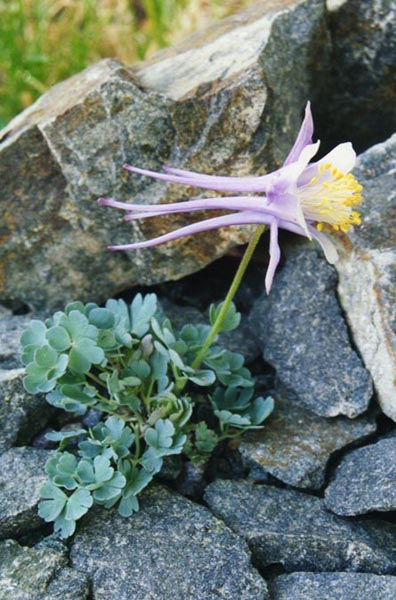
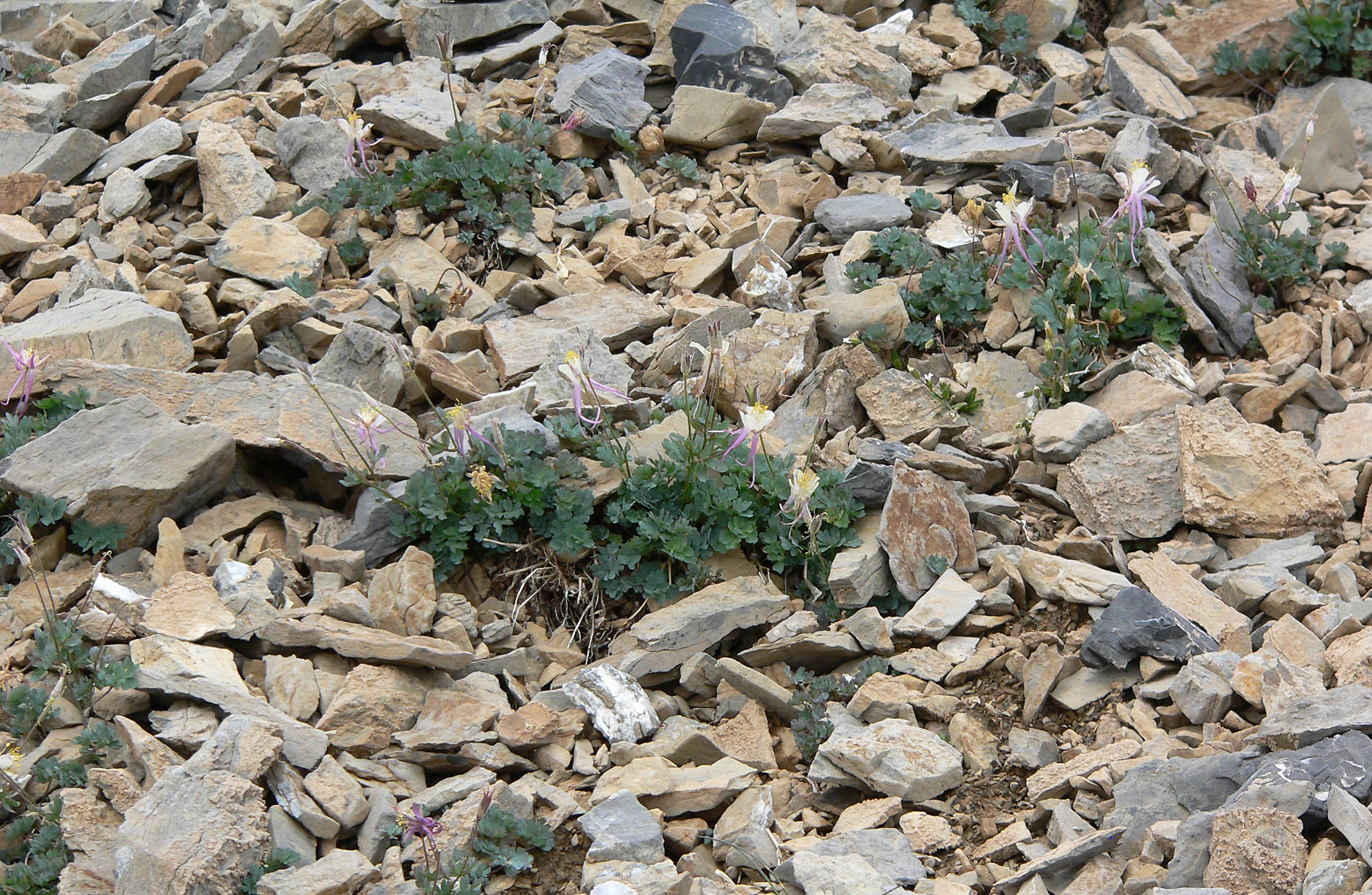
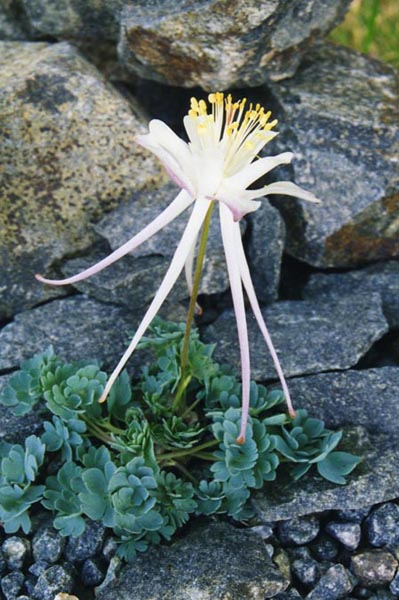
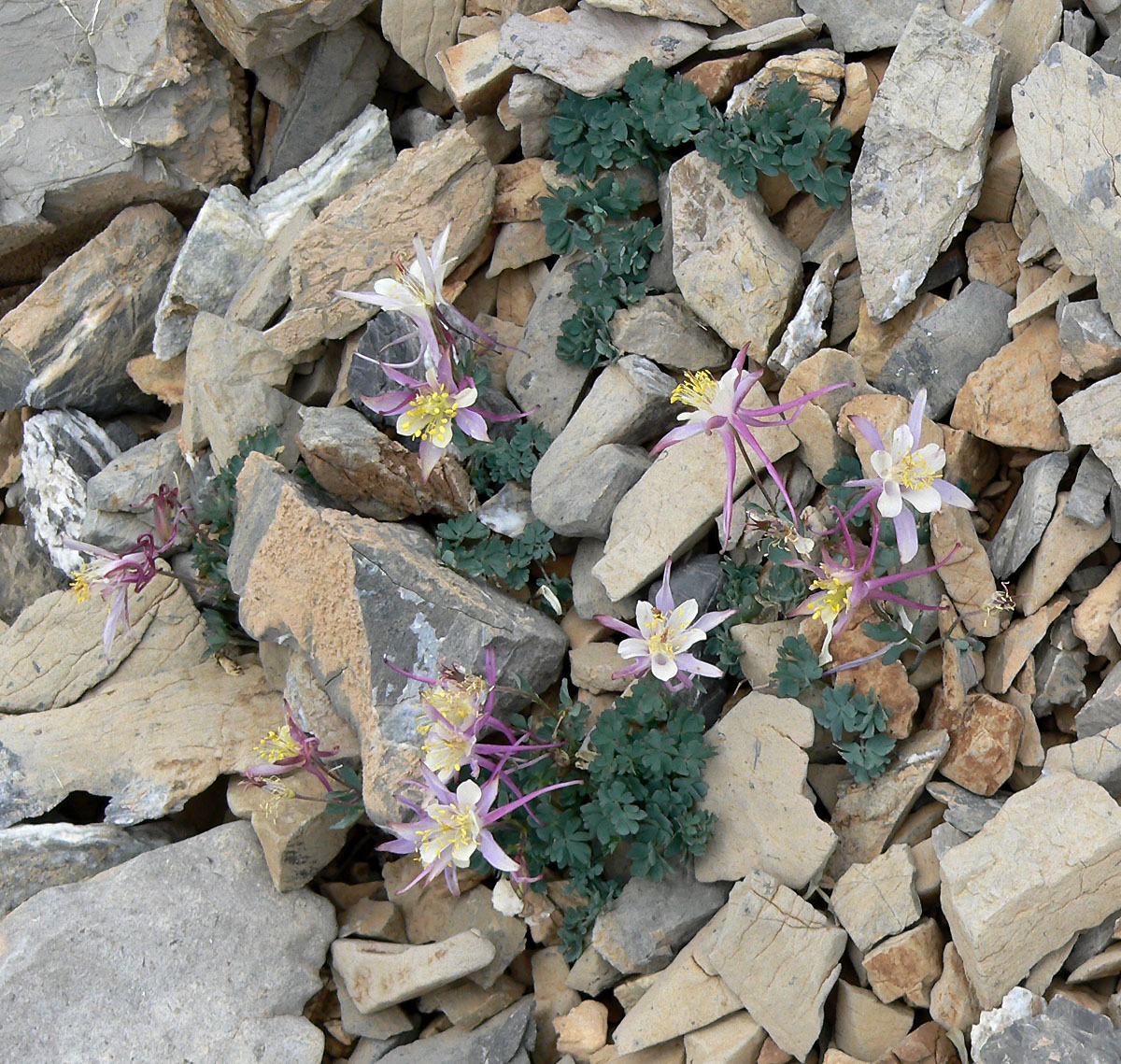